# Houston Open 1983
Lo Houston Open 1983 è stato un torneo di tennis giocato su terra verde. È stata la 13ª edizione dello Houston Open, che fa parte del World Championship Tennis 1983. Il torneo si è giocato a Houston negli USA, dal 4 al 10 aprile 1983.

## Campioni

### Singolare maschile
Ivan Lendl ha battuto in finale  Paul McNamee con il punteggio di 6–2 6–0 6–3

### Doppio maschile
Kevin Curren /  Steve Denton hanno battuto in finale  Mark Dickson /  Tomáš Šmíd con il punteggio di 7–5, 2–6, 6–1